# 堀池 (伊丹市)
堀池（ほりいけ）は、兵庫県伊丹市の町名。現行の行政地名は堀池一丁目から堀池五丁目。住居表示実施済み区域。2011年（平成23年）10月1日現在の人口は1,454人。郵便番号664-0871。

## 地理
伊丹市南部。北を昆陽南、東を美鈴町、南を南野北、西を野間北と接する。
町内の全域が伊丹市立摂陽小学校および笹原中学校の校区に属する。

## 歴史
旧摂津国川辺郡昆陽村の一部。1648年（慶安元年）から1664年（寛文4年）の間に昆陽村から独立したとみられ、1889年（明治22年）の町村制施行に伴い川辺郡稲野村の大字堀池となった。町内の中心部にある最光寺は雨乞いの行事で知られていたが、現在は祭具に使われた巻物を伝えるのみで伝統が途絶えている。
1940年（昭和15年）に稲野村が伊丹町と合併して伊丹市となった後、1966年（昭和41年）に一部が美鈴町として分離。翌1967年（昭和42年）には一部が鈴原町へ編入された。2006年（平成18年）に大字堀池の大部分で住居表示を実施し、堀池1〜5丁目の町丁を設定する。翌2007年（平成19年）には前年に住居表示を実施しなかった部分が昆陽南5丁目へ編入され、旧大字堀池の全域で住居表示が完了した。

## 交通
町内に鉄道および国道、県道は通っていない。鉄道の最寄り駅は阪急伊丹線新伊丹駅となる。
伊丹市バスでは町内に堀池西、堀池団地などの停留所を設置している。鈴原町（塚口方面）・昆陽東（JR伊丹方面）・昆陽泉町（三師団・交通局前方面）にある堀池口停留所は1966年に旧大字堀池および昆陽・南野の一部が住居表示を実施して美鈴町となった際の名残で、現在の堀池1〜5丁目とは近接していない。

## 施設
- 伊丹市立ひかり保育園
- 伊丹市立人権啓発センター『ふらっと』
  - 『ふらっと』児童館
  - ふれあいセンター（昆陽南2丁目） - 道路を挟んだ向かい側。
- 最光寺